# Seeing Sounds
Seeing Sounds è il terzo album dei N.E.R.D, pubblicato il 6 giugno 2008 dalla Star Trak/Interscope e prodotto dai Neptunes.

## Tracce
1. Time for Some Action – 3:43
2. Everyone Nose (All the Girls Standing in the Line for the Bathroom) – 3:27
3. Windows – 2:59
4. Anti Matter – 4:01
5. Spaz – 3:51
6. Yeah You – 4:07
7. Sooner or Later – 6:43
8. Happy – 4:36
9. Kill Joy – 4:10
10. Love Bomb – 4:36
11. You Know What – 4:31
12. Laugh About It – 4:04

- Lazer Gun (bonus track) - 3:52
- Everyone Nose (All the Girls Standing in the Line for the Bathroom) [Remix] (featuring Kanye West, Lupe Fiasco e Pusha T) (bonus track) - 3:49